# Володимирівська сільська рада (Запорізький район)
| Володимирівська сільська рада — колишній орган місцевого самоврядування у Запорізькому районі Запорізької області з адміністративним центром у с. Володимирівське. Водоймища на території, підпорядкованій даній раді: р. Дніпро. Сільській раді були підпорядковані населені пункти: - с. Володимирівське - с. Дніпрельстан |

## Склад ради
Рада складалася з 20 депутатів та голови.

### Керівний склад ради
| ПІБ                       | Основні відомості                                                    | Дата обрання | Дата звільнення |
| ------------------------- | -------------------------------------------------------------------- | ------------ | --------------- |
| Сотник Ольга Валентинівна | Сільський голова, 1953 року народження, освіта, член Партії регіонів | 26.03.2006   | 31.10.2010      |

Примітка: таблиця складена за даними джерела